# Eliseo Parra
Eliseo Parra García (Sardón de Duero, Valladolid, 27 de noviembre de 1949) es un músico español, su labor más conocida es la de divulgador y renovador de la música tradicional española.

## Trayectoria
Eliseo Parra inició su carrera musical en los años 60 como batería y cantante en grupos de rock. En 1971 compaginó los estudios de solfeo y armonía en el Conservatorio Municipal de Barcelona con su actividad en el grupo Mi Generación, que editó ese año un elepé con canciones propias. A partir de 1976, participó activamente en el movimiento musical jazzístico barcelonés, que gira en torno a la sala Zeleste, tocando con los grupos Blay Tritono y la Rondalla de la costa. En 1979 colaboró con Maria del Mar Bonet en el disco de temas tradicionales mallorquines Saba de Terrer y se integró en el grupo valenciano Al Tall. A finales de los 70 e inicios de los 80 tocó con orquestas de salsa, como  la Sardineta y La Orquestra Plateria, así como con cantantes como Ovidi Montllor, Gato Pérez, Marina Rossell y Jaume Sisa.
En 1983 se estableció en Madrid y comenzó a investigar la música tradicional castellana. Fundó el grupo Mosaico y grabó con él dos discos. El primero de ellos es un homenaje al repertorio del folclorista castellano Agapito Marazuela, y el segundo un disco de composiciones propias de inspiración tradicional. A partir de 1990, inició una carrera discográfica en solitario, centrada en la revisión del repertorio tradicional del folclore español desde parámetros musicales contemporáneos, con influencias de las músicas tradicionales de otros países, de la música caribeña, del jazz y del rock. Tuvo especial repercusión su disco Tribus Hispanas, con el que obtuvo el primer premio en el concurso Villa de Madrid. En él, Parra ofrece composiciones propias inspiradas en las coplas y danzas de la zona central de la península ibérica. Tras la senda abierta por este disco renovador, siguieron otros como Viva quien sabe querer, Premio Radio Ecca al mejor disco del año 2002.
Entre 2008 y 2016 Eliseo Parra forma parte de la banda Coetus, orquesta de percusión ibérica. A finales de 2020 el músico presenta su nuevo trabajo discográfico: Cantar y batir, compuesto por 11 canciones con textos tradicionales, además de su versión personal del tema Mediterráneo de Joan Manuel Serrat.
Además de como intérprete, Eliseo Parra ha realizado trabajo etnológico de campo en colaboración con José Manuel Fraile Gil. Fruto de esta colaboración son los libros Romancero tradicional de la provincia de Madrid,  Cuentos de la tradición oral madrileña, La poesía infantil en la tradición madrileña y El mayo y sus fiestas en tierras madrileñas. Estas palabras de Parra en su disco De ayer mañana resumen su orientación como músico e investigador: 

Yo necesito saber de dónde vengo para conocerme mejor, y lo que al principio fue una búsqueda de mi auténtica cultura se ha convertido en el reconocimiento de una música tan rotunda que ningún compositor puede superar.

La música tradicional, que en primer lugar un individuo compuso —y no para ganar dinero—, la entrega al pueblo, éste la hace suya y se la va pasando a sus descendientes como una herencia hasta que llega a nosotros pulida como una joya a fuerza de seguirla cantando, sin campañas promocionales ni monopolios de mercado, de esta manera yo la retomo, la recreo lo mejor que sé y se la paso a los siguientes.

## Discografía[7][8]

### En solitario
- Sardineta (1979)
- Al-Bedrío (Radio Nacional de España, 1992)
- Arraigo (Centro de Cultura Tradicional. Dip. De Salamanca, 1993)
- La boda estorbada (Música Sin Fin, 1995)
- Arboleras, canciones sefardíes, en colaboración con Susana Weich-Shahak y José Manuel Fraile Gil (SAGA, 1996)
- Tribus hispanas (Música Sin Fin, 1998)
- Viva quien sabe querer (Boa Music, 2002)
- De ayer mañana (World Village – Harmonia Mundi, 2005)
- Diez (Producciones Mirmidón, 2009)
- Contradición (Producciones Mirmidón, 2011)
- Canciones tradicionales riojanas, (2012)
- El Man Sur (2015)
- Eliseo Parra y las Piojas (2017)
- Trece romances y una canço (2018)
- Cantar y Batir (2020)
- Diacrónico (2022)